# Marmato
Marmato és una pel·lícula documental nord-americana de 2014 escrita, dirigida i produïda per Mark Grieco. És el primer llargmetratge de Grieco. La pel·lícula es va estrenar a la categoria de competició del programa de competició documental dels EUA al Sundance Film Festival el 17 de gener de 2014, on va guanyar el premi Candescent.

## Sinopsi
La pel·lícula narra la lluita de 6 anys de la gent del poble de Marmato (Caldas) amb una empresa minera canadenca que vol els 20.000 milions de dòlars en or sota que hi ha sota les seves cases.

## Producció
El director Mark Grieco va viure i va rodar a la ciutat de Marmato durant 5 anys i mig del 2008 al 2013. La totalitat de la pel·lícula transcorre a la localitat excepte dues escenes a la propera ciutat de Medellín. Grieco va treballar sol filmant amb una càmera, la Canon XH-A1. La producció es va veure obligada a acabar quan es va tornar massa perillós continuar filmant a la ciutat.

## Recepció
La pel·lícula va rebre una resposta positiva de la crítica. Kenneth Turan a la seva preestrena de Sundance 2014 per al Los Angeles Times va dir que era una de les pel·lícules més memorables del festival i que està "fet amb un art excepcional".
Guy Lodge a la seva ressenya a Variety va dir que "La crònica detallada i pacient de Mark Grieco d'una febre de l'or colombiana és a parts iguals un projecte de passió i compassió".
Mark Adams de Screen International va dir que és "una història sorprenent i viva" i "una visió fascinant d'una comunitat dura i resistent".
Daniel Feinberg a la seva ressenya de Sundance per a HitFix la va anomenar "una de les millors pel·lícules que he vist a la competició de documentals dels Estats Units d'aquest any" amb "personatges convincents i totalment realitzats". Continua dient: "Tot és com una pel·lícula de Werner Herzog, els desitjos bàsics de l'home, juxtaposats amb una naturalesa sublim i invencible".
Jordan M. Smitha Ioncinema va donar una crítica positiva a la pel·lícula dient que "la pel·lícula de Grieco actua com a defensor de la preservació cultural, però en fer-ho, malauradament, ha teixit una història tan confusa com el conflicte que documenta"."
Tanmateix, Justin Lowe de The Hollywood Reporter va dir: "El relat simpàtic dels residents assetjats d'una petita ciutat no reuneix prou material per demostrar-se completament persuasiu."

## Premis
| Any  | Premi                                                            | Categoria                                          | Nominat                      | Resultat  |
| ---- | ---------------------------------------------------------------- | -------------------------------------------------- | ---------------------------- | --------- |
| 2014 | Festival de Cinema de Sundance                                   | Gran premi del Jurat al documental                 | Mark Grieco                  | Nominat   |
| 2014 | Festival de Cinema de Sundance                                   | Premi Candescent                                   | Mark Grieco                  | Guanyador |
| 2014 | Festival Internacional de Cinema de Cartagena de Indias          | Millor documental                                  | Mark Grieco                  | Guanyador |
| 2014 | Festival Internacional de Cinema de Cartagena de Indias          | Millor pel·lícula colombiana                       | Mark Grieco                  | Guanyador |
| 2014 | Festival Internacional de Cinema de Cartagena de Indias          | Premi del públic al millor documental              | Mark Grieco                  | Guanyador |
| 2014 | Festival Internacional de Cinema de Seattle                      | Gran premi del Jurat al documental                 | Mark Grieco                  | Guanyador |
| 2014 | Festival de Cinema Independent d'Ashland                         | Millor edició en documental                        | Mark Grieco i Ricardo Acosta | Guanyador |
| 2014 | Festival Internacional del Nou Cinema Llatinoamericà de l'Havana | Premi especial del jurat                           | Mark Grieco                  | Guanyador |
| 2014 | Fsetival de Cinema Mediambiental a Yale                          | Millor història mediambiental                      | Mark Grieco                  | Guanyador |
| 2014 | Festival de Cinema Astra                                         | Premi a la fotografia Eco                          | Mark Grieco                  | Guanyador |
| 2014 | Festival de Cinema Independent de Santa Fe                       | Millor llargmetratge documental elecció del públic | Mark Grieco                  | Guanyador |
| 2014 | Festival de Cinema de Muntanya de Banff                          | Millor llargmetratge de muntanya                   | Mark Grieco                  | Guanyador |
| 2015 | Festival Internacional de Cinema de Sedona                       | Millor documental                                  | Mark Grieco                  | Guanyador |
| 2015 | XXI Mostra de Cinema Llatinoamericà de Catalunya                 | Millor documental i millor opera prima             | Mark Grieco                  | Guanyador |